# Swindon Town Football Club
Lo Swindon Town Football Club, meglio noto come Swindon Town, è una società calcistica inglese con sede nella città di Swindon, nel Wiltshire.
Milita in Football League Two, quarta divisione del campionato inglese di calcio.
Lo stadio dove la squadra gioca le sue partite interne è il County Ground che ha una capacità di 15 728 spettatori.
Il periodo più glorioso per la società è sicuramente quello che va dal 1968 al 1970 quando, nonostante militasse in Third Division, sconfisse l'Arsenal, allora militante in First Division, nella finale di League Cup 1969 allo Stadio di Wembley. Lo Swindon poi venne promosso in Second Division e vinse due competizioni europee, la Coppa di Lega Italo-Inglese 1969 e la Coppa Anglo-Italiana 1970.

## Storia
Fondato dal Reverendo William Pitt di Liddington nel 1879, nel 1894 la squadra divenne professionistica e si iscrisse alla Southern League che fu fondata nello stesso anno.

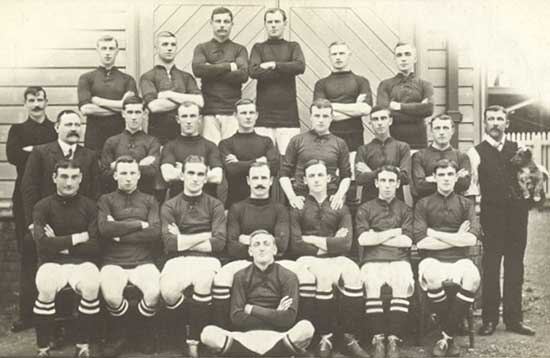
Formazione della stagione 1909-10

Lo Swindon raggiunse le semifinali di FA Cup per la prima volta della sua storia nella stagione 1909–10, perdendole contro il Newcastle United che poi venne sconfitto in finale dal Barnsley. Il Barnsley e lo Swindon furono invitati a partecipare alla Dubonnet Cup. La finale tra Barnsley e Swindon fu giocata allo stadio Parc des Princes di Parigi e venne vinta per 2–1 dallo Swindon grazie a una doppietta di Harold Fleming.
Nella stagione successiva lo Swindon Town vinse il campionato di Southern League qualificandosi alla finale di Charity Shield dove venne sconfitta per 8-4 dai campioni di Football League del Manchester United. Questa finale, giocata il 25 settembre 1911 allo stadio Stamford Bridge, fu la partita del Charity Shield più ricca di gol. I proventi dell'incontro vennero devoluti in benificienza ai sopravvissuti del Titanic.
Swindon entrò nella Football League nel 1920 in quanto uno dei membri fondatori della Division Three e sconfisse il Luton Town F.C. 9–1 nella sua prima partita stagionale. Questa è tuttora la vittoria più larga dello Swindon in partite di campionato. Negli anni venti e trenta lo Swindon naviga nella terza serie inglese: in questo periodo sale in cattedra Harry Morris, calciatore pagato per sole 110 sterline e che in sette anni diviene presto una delle leggende della società, realizzando 215 reti in 260 partite di campionato e conquistando il record di miglior marcatore nella storia dello Swindon Town.
Lo Swindon passò i successivi 50 anni nelle serie minori. Nel 1969, però, il club vinse a sorpresa la League Cup, sconfiggendo in finale l'Arsenal per 3-1, ed in virtù di questo lo Swindon avrebbe dovuto partecipare alla Coppa delle Fiere. Tuttavia la Federazione calcistica dell'Inghilterra aveva in precedenza accettato i criteri d'inclusione che gli organizzatori avevano stabilito alcuni anni prima, secondo cui solo le squadre vincitrici di League Cup di prima divisione potevano partecipare alla Coppa delle Fiere, e poiché lo Swindon allora militava in Terza divisione non poté prendere parte alla competizione europea. Poiché la squadra non era idonea, vennero create le competizioni angloitaliane per dare l'opportunità anche alle squadre minori di partecipare a competizioni europee. La prima di queste, la Coppa di Lega Italo-Inglese, venne disputata tra la società vincitrice della Coppa Italia e quella detentrice della League Cup, che nella prima edizione del 1969 erano rispettivamente la Roma ed appunto lo Swindon. Gli inglesi vinsero con un complessivo 5-2: battuti all'andata in Italia per 2-1, con gol segnato da Peter Noble, al ritorno lo Swindon si impose con un netto 4-0, grazie alle reti di Dan Rogers (che aveva segnato una doppietta nella finale di League Cup) ed una tripletta del nuovo acquisto Arthur Horsfield. Lo Swindon vinse in seguito la Coppa Anglo-Italiana battendo il Napoli per 3-0 in una finale sospesa dopo 79 minuti a seguito di invasioni di campo  con i lacrimogeni che furono utilizzati per permettere alle squadre di ritornare negli spogliatoi.

La festa per la vittoria nella Coppa Anglo-Italiana del 1970

In seguito a cambi di gestione del club, lo Swindon trascorse un lungo periodo di crisi che culminò nella retrocessione nel 1982 in Fourth Division (Quarta Divisione), la serie professionistica più in basso del calcio inglese a quel tempo. Ben presto però lo Swindon si riprese e nella stagione 1985-86 il club vinse senza nessuna difficoltà il campionato di Fourth Division con ben 102 punti in classifica (fu il primo club a superare quota 100 punti in classifica) e tornò così in Terza Divisione. L'anno dopo lo Swindon vinse i playoff e venne promosso in Second Division. L'allenatore che condusse la squadra alle due promozioni consecutive Lou Macari lasciò la squadra nel 1989 per andare al West Ham United e venne sostituito dal centrocampista veterano e ex giocatore della nazionale argentina Ossie Ardiles. Nella sua prima stagione lo Swindon vinse i playoff di Second Division ma il club venne poi retrocesso in Third Division per illecito sportivo. Il presidente Brian Hillier fu condannato a sei mesi di carcere. In seguito però in appello venne deciso che lo Swindon Town sarebbe rimasto in Second Division.
Lo Swindon allenato da Glenn Hoddle nella stagione 1991-92 sfiorò la promozione nella categoria superiore partecipando e perdendo ai playoff di Second Division. Un anno dopo grazie alla vittoria decisiva contro il Leicester City per 4-3 nella finale dei play-off di Football League Division One lo Swindon venne promosso per la prima volta in Premiership — , la massima serie.
Nell'estate 1993 Hoddle si trasferì al Chelsea e venne sostituito dal suo assistente John Gorman che però non seppe evitare la retrocessione in Division One. Lo Swindon in quella stagione vinse solo cinque partite e subì ben 100 reti —. Nella stagione successiva lo Swindon venne retrocesso in Division Two.
Dopo una sola stagione però lo Swindon, allenato dal nuovo allenatore Steve McMahon, riuscì a vincere il campionato di Division Two e a tornare in Division One.
Nei 10 anni successivi il club assunse e licenziò cinque allenatori; in questo periodo lo Swindon venne retrocesso in Division Two. Arrivò 5° nella stagione 2003-04 ma fallì la promozione ai play-off e restò così in Terza Serie, ora chiamata League One.
L'allenatore Iffy Onuora non riuscì a salvare lo Swindon dalla retrocessione in League Two nel 2006. Lo Swindon divenne la prima squadra militante in passato in Premier League a prendere parte alla più bassa divisione professionistica del campionato inglese. Nel maggio 2006, in seguito alla retrocessione, venne assunto come nuovo allenatore Dennis Wise.

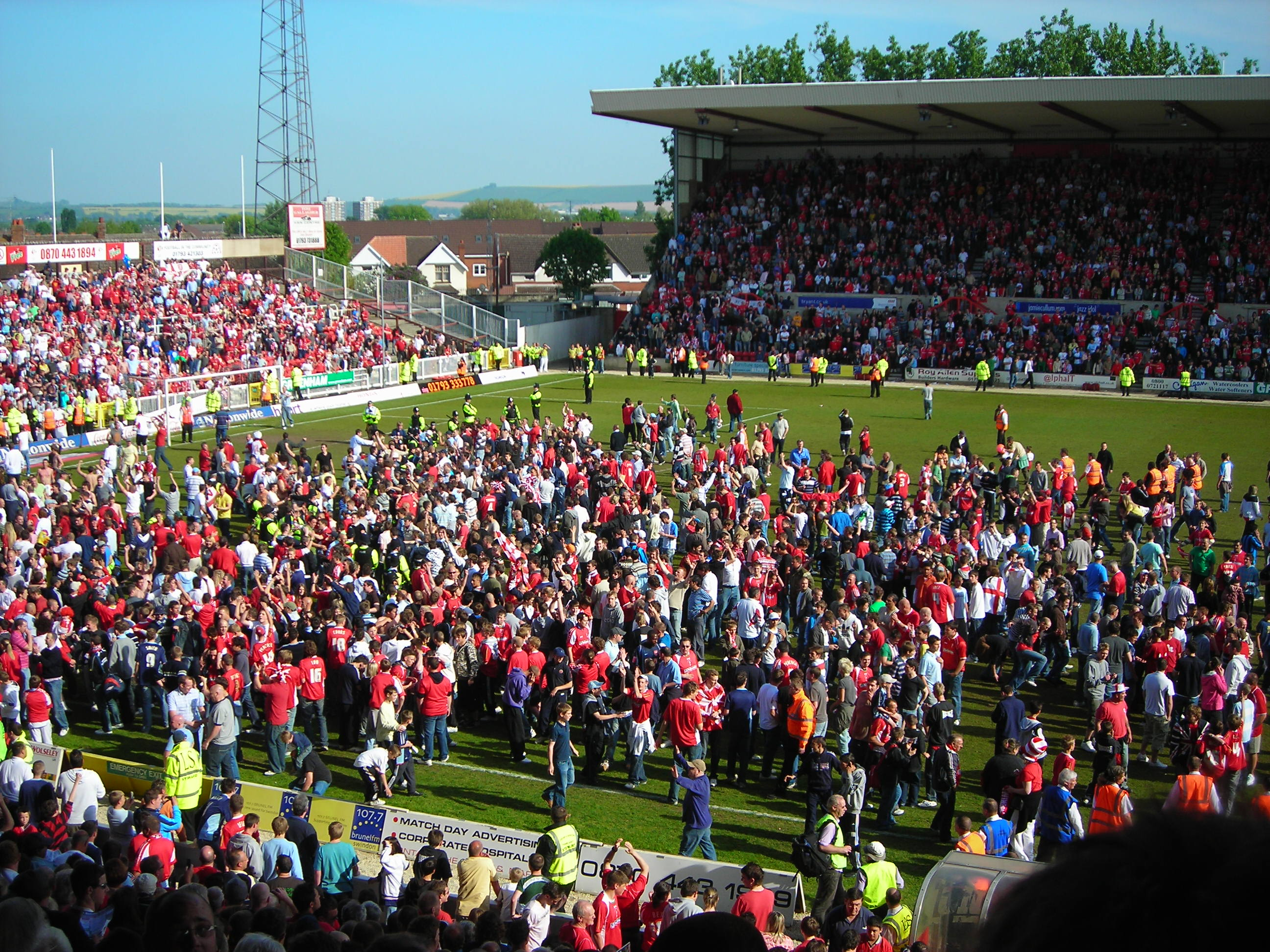
Festeggiamenti per la promozione in League One, 5 maggio 2007.

Wise fu sostituito ben presto dall'ex giocatore della nazionale scozzese Paul Sturrock, che fu assunto il 7 novembre 2006 e guidò lo Swindon al terzo posto e al conseguente ritorno in League One, ottenuto grazie ad un 1-1 interno contro il Walsall all'ultimo turno.
Attanagliato da problemi finanziari, lo Swindon fu rilevato nel 2008 da un consorzio capeggiato da un uomo d'affari del luogo, Andrew Fitton, che insieme con Jeremy Wray designò Maurice Malpas quale nuovo tecnico. Il sodalizio si pose come obiettivo il risanamento economico e il pagamento dei debiti insoluti entro la fine della stagione 2007-2008.
La stagione 2008-2009 cominciò con una vittoria, ma cinque sconfitte consecutive in casa misero a forte rischio la posizione di Malpas, che fu sostituito da Danny Wilson, sotto la cui guida il club riuscì a piazzarsi quindicesimo, quattro punti sopra la zona retrocessione.
Nel 2009-2010 lo Swindon ha sfiorato la promozione in Championship. A un certo punto della stagione si è trovato a una sola lunghezza di distacco dal secondo posto che garantisce la promozione diretta in seconda divisione, poi un calo di rendimento nel finale di campionato ha fatto scivolare la squadra al quinto posto, comunque valevole per l'accesso ai play-off. Superato il Charlton Athletic ai rigori, lo Swindon è stato sconfitto per 1-0 dal Millwall a Wembley. Il 20 maggio 2011, in seguito alla retrocessione in League Two, viene nominato nuovo allenatore Paolo Di Canio.
Il 21 aprile 2012, con 2 turni di anticipo, lo Swindon ha conquistato la promozione diretta in Football League One per la stagione 2012-2013 grazie al vantaggio di 9 punti sul quarto posto, posizione che segna l'accesso ai play-off. La settimana successiva, alla penultima giornata del campionato, ottiene anche il titolo di Campione della League Two grazie al successo per cinque a zero sul Port Vale.

## Allenatori
Aggiornato al 2 ottobre 2012.
| Nome            | Naz                         | da   | a    | Risultati | Risultati | Risultati | Risultati | Risultati | Risultati |
| Nome            | Naz                         | da   | a    | G         | V         | Pa        | Pe        | GF        | GS        |
| --------------- | --------------------------- | ---- | ---- | --------- | --------- | --------- | --------- | --------- | --------- |
| Sam Allen       | Inghilterra (bandiera)      | 1902 | 1933 | 1127      | 487       | 248       | 392       | 1988      | 1660      |
| Ted Vizard      | Galles (bandiera)           | 1933 | 1939 | 285       | 108       | 63        | 114       | 455       | 481       |
| Neil Harris     | Scozia (bandiera)           | 1939 | 1940 | 33        | 10        | 10        | 13        | 69        | 73        |
| Louis Page      | Inghilterra (bandiera)      | 1945 | 1953 | 369       | 135       | 95        | 139       | 515       | 570       |
| Maurice Lindley | Inghilterra (bandiera)      | 1953 | 1955 | 93        | 26        | 25        | 42        | 114       | 134       |
| Bert Head       | Inghilterra (bandiera)      | 1956 | 1965 | 426       | 160       | 108       | 158       | 660       | 637       |
| Danny Williams  | Inghilterra (bandiera)      | 1965 | 1969 | 222       | 104       | 58        | 60        | 377       | 237       |
| Fred Ford       | Inghilterra (bandiera)      | 1969 | 1971 | 122       | 50        | 34        | 38        | 175       | 140       |
| Dave Mackay     | Scozia (bandiera)           | 1971 | 1972 | 45        | 14        | 13        | 18        | 58        | 66        |
| Les Allen       | Inghilterra (bandiera)      | 1972 | 1974 | 62        | 13        | 20        | 29        | 61        | 94        |
| Danny Williams  | Inghilterra (bandiera)      | 1974 | 1978 | 227       | 87        | 61        | 79        | 340       | 328       |
| Bobby Smith     | Inghilterra (bandiera)      | 1978 | 1980 | 132       | 63        | 25        | 44        | 208       | 169       |
| John Trollope   | Inghilterra (bandiera)      | 1980 | 1983 | 121       | 43        | 33        | 45        | 161       | 153       |
| Ken Beamish     | Inghilterra (bandiera)      | 1983 | 1984 | 68        | 26        | 17        | 25        | 99        | 87        |
| Lou Macari      | Scozia (bandiera)           | 1984 | 1989 | 285       | 138       | 67        | 80        | 449       | 340       |
| Ossie Ardiles   | Argentina (bandiera)        | 1989 | 1991 | 106       | 40        | 33        | 33        | 163       | 140       |
| Glenn Hoddle    | Inghilterra (bandiera)      | 1991 | 1993 | 120       | 51        | 32        | 37        | 202       | 162       |
| John Gorman     | Scozia (bandiera)           | 1993 | 1994 | 72        | 15        | 20        | 37        | 90        | 148       |
| Steve McMahon   | Inghilterra (bandiera)      | 1994 | 1998 | 204       | 75        | 49        | 80        | 245       | 277       |
| Jimmy Quinn     | Irlanda del Nord (bandiera) | 1998 | 2000 | 85        | 19        | 21        | 45        | 84        | 141       |
| Colin Todd      | Inghilterra (bandiera)      | 2000 | 2000 | 18        | 4         | 6         | 8         | 16        | 29        |
| Andy King       | Inghilterra (bandiera)      | 2000 | 2001 | 36        | 12        | 10        | 14        | 43        | 43        |
| Roy Evans       | Inghilterra (bandiera)      | 2001 | 2001 | 26        | 10        | 6         | 10        | 30        | 35        |
| Andy King       | Inghilterra (bandiera)      | 2001 | 2005 | 193       | 71        | 48        | 74        | 265       | 263       |
| Iffy Onuora     | Scozia (bandiera)           | 2005 | 2006 | 40        | 10        | 15        | 15        | 40        | 56        |
| Dennis Wise     | Inghilterra (bandiera)      | 2006 | 2006 | 17        | 9         | 4         | 4         | 24        | 14        |
| Paul Sturrock   | Scozia (bandiera)           | 2006 | 2007 | 52        | 26        | 11        | 15        | 71        | 51        |
| Maurice Malpas  | Scozia (bandiera)           | 2008 | 2008 | 42        | 13        | 11        | 18        | 59        | 61        |
| Danny Wilson    | Irlanda del Nord (bandiera) | 2008 | 2011 | 120       | 43        | 40        | 37        | 173       | 160       |
| Paul Hart       | Inghilterra (bandiera)      | 2011 | 2011 | 11        | 1         | 4         | 6         | 6         | 12        |
| Paolo Di Canio  | Italia (bandiera)           | 2011 | 2013 | 56        | 34        | 8         | 14        | 89        | 41        |

## Palmarès

### Competizioni nazionali
- Coppa di Lega inglese: 1

1968-1969
- Campionato inglese di terza divisione: 1

1995-1996
- Campionato inglese di quarta divisione: 3

1985-1986, 2011-2012, 2019-2020
- Southern Football League: 2

1910-1911, 1913-1914

### Competizioni regionali
- Western League: 1

1899
- Wiltshire Cup: 6

1887, 1888, 1889, 1890, 1891, 1892
- Wiltshire County FA Senior Cup: 12

- Dubonnet Cup: 1

1910

### Competizioni internazionali
- Coppa di Lega Italo-Inglese: 1

1969
- Coppa Anglo-Italiana: 1

1970

### Competizioni giovanili
- Milk Cup: 1

2006 (Under-14)

### Altri piazzamenti
- Campionato inglese di seconda divisione:

Vittoria play-off: 1989-1990, 1992-1993
- Campionato inglese di terza divisione:

Secondo posto: 1962-1963, 1968-1969
Terzo posto: 1986-1987
Finalista play-off: 2009-2010, 2014-2015
- Campionato inglese di quarta divisione:

Terzo posto: 2006-2007
- Coppa d'Inghilterra:

Semifinalista: 1909-1910, 1911-1912
- Coppa di Lega inglese:

Semifinalista: 1979-1980, 1994-1995
- Community Shield:

Finalista: 1911
- Football League Trophy:

Finalista: 2011-2012
Semifinalista: 1986-1987, 2000-2001, 2003-2004, 2013-2014
- Southern Football League:

Secondo posto: 1897-1898, 1908-1909, 1909-1910, 1912-1913

## Calciatori

### Vincitori di titoli
Calciatori campioni d'Asia
- Massimo Luongo (Australia 2015)

## Organico

### Rosa 2024-2025
| N. |                        | Ruolo | Calciatore         |
| -- | ---------------------- | ----- | ------------------ |
| 1  | Inghilterra (bandiera) | P     | Jack Bycroft       |
| 2  | Inghilterra (bandiera) | D     | Zeki Fryers        |
| 4  | Inghilterra (bandiera) | D     | Dion Conroy        |
| 5  | Inghilterra (bandiera) | C     | Jonathan Grounds   |
| 6  | Francia (bandiera)     | D     | Mathieu Baudry     |
| 7  | Inghilterra (bandiera) | C     | Diallang Jaiyesimi |
| 8  | Jersey (bandiera)      | A     | Brett Pitman       |
| 9  | Galles (bandiera)      | A     | Tyler Smith        |
| 11 | Inghilterra (bandiera) | C     | Jonny Smith        |
| 14 | Inghilterra (bandiera) | C     | Ellis Iandolo      |
| 15 | Inghilterra (bandiera) | C     | Matt Smith         |
| 16 | Inghilterra (bandiera) | D     | Akin Odimayo       |

| N. |                        | Ruolo | Calciatore      |
| -- | ---------------------- | ----- | --------------- |
| 17 | Galles (bandiera)      | D     | Dion Donohue    |
| 18 | Inghilterra (bandiera) | C     | Jack Payne      |
| 19 | Australia (bandiera)   | C     | Jordan Lyden    |
| 20 | Giamaica (bandiera)    | C     | Joel Grant      |
| 21 | Inghilterra (bandiera) | D     | Angus MacDonald |
| 22 | Inghilterra (bandiera) | C     | Jordan Stevens  |
| 24 | Inghilterra (bandiera) | D     | Rob Hunt        |
| 25 | Inghilterra (bandiera) | P     | Joe Fryer       |
| 29 | Inghilterra (bandiera) | P     | Archie Matthews |
| 33 | Inghilterra (bandiera) | C     | Tom Broadbent   |
| 42 | Inghilterra (bandiera) | A     | Anthony Grant   |
| 45 | Barbados (bandiera)    | A     | Hallam Hope     |

### Rosa 2023-2024
| N. |                        | Ruolo | Calciatore         |
| -- | ---------------------- | ----- | ------------------ |
| 2  | Scozia (bandiera)      | D     | Paul Caddis        |
| 3  | Inghilterra (bandiera) | D     | Zeki Fryers        |
| 4  | Inghilterra (bandiera) | D     | Dion Conroy        |
| 5  | Inghilterra (bandiera) | C     | Jonathan Grounds   |
| 6  | Francia (bandiera)     | D     | Mathieu Baudry     |
| 7  | Inghilterra (bandiera) | C     | Diallang Jaiyesimi |
| 8  | Jersey (bandiera)      | A     | Brett Pitman       |
| 9  | Galles (bandiera)      | A     | Tyler Smith        |
| 11 | Inghilterra (bandiera) | C     | Jonny Smith        |
| 14 | Inghilterra (bandiera) | C     | Ellis Iandolo      |
| 15 | Inghilterra (bandiera) | C     | Matt Smith         |
| 16 | Inghilterra (bandiera) | D     | Akin Odimayo       |

| N. |                        | Ruolo | Calciatore      |
| -- | ---------------------- | ----- | --------------- |
| 17 | Galles (bandiera)      | D     | Dion Donohue    |
| 18 | Inghilterra (bandiera) | C     | Jack Payne      |
| 19 | Australia (bandiera)   | C     | Jordan Lyden    |
| 20 | Giamaica (bandiera)    | C     | Joel Grant      |
| 21 | Inghilterra (bandiera) | D     | Angus MacDonald |
| 22 | Inghilterra (bandiera) | C     | Jordan Stevens  |
| 24 | Inghilterra (bandiera) | D     | Rob Hunt        |
| 25 | Inghilterra (bandiera) | P     | Joe Fryer       |
| 29 | Inghilterra (bandiera) | P     | Archie Matthews |
| 33 | Inghilterra (bandiera) | C     | Tom Broadbent   |
| 42 | Inghilterra (bandiera) | A     | Anthony Grant   |
| 45 | Barbados (bandiera)    | A     | Hallam Hope     |

### Rosa 2022-2023
| N. |                        | Ruolo | Calciatore         |
| -- | ---------------------- | ----- | ------------------ |
| 2  | Scozia (bandiera)      | D     | Paul Caddis        |
| 3  | Inghilterra (bandiera) | D     | Zeki Fryers        |
| 4  | Inghilterra (bandiera) | D     | Dion Conroy        |
| 5  | Inghilterra (bandiera) | C     | Jonathan Grounds   |
| 6  | Francia (bandiera)     | D     | Mathieu Baudry     |
| 7  | Inghilterra (bandiera) | C     | Diallang Jaiyesimi |
| 8  | Jersey (bandiera)      | A     | Brett Pitman       |
| 9  | Galles (bandiera)      | A     | Tyler Smith        |
| 11 | Inghilterra (bandiera) | C     | Jonny Smith        |
| 14 | Inghilterra (bandiera) | C     | Ellis Iandolo      |
| 15 | Inghilterra (bandiera) | C     | Matt Smith         |
| 16 | Inghilterra (bandiera) | D     | Akin Odimayo       |

| N. |                        | Ruolo | Calciatore      |
| -- | ---------------------- | ----- | --------------- |
| 17 | Galles (bandiera)      | D     | Dion Donohue    |
| 18 | Inghilterra (bandiera) | C     | Jack Payne      |
| 19 | Australia (bandiera)   | C     | Jordan Lyden    |
| 20 | Giamaica (bandiera)    | C     | Joel Grant      |
| 21 | Inghilterra (bandiera) | D     | Angus MacDonald |
| 22 | Inghilterra (bandiera) | C     | Jordan Stevens  |
| 24 | Inghilterra (bandiera) | D     | Rob Hunt        |
| 25 | Inghilterra (bandiera) | P     | Joe Fryer       |
| 29 | Inghilterra (bandiera) | P     | Archie Matthews |
| 33 | Inghilterra (bandiera) | C     | Tom Broadbent   |
| 42 | Inghilterra (bandiera) | A     | Anthony Grant   |
| 45 | Barbados (bandiera)    | A     | Hallam Hope     |

### Rosa 2021-2022
| N. |                        | Ruolo | Calciatore         |
| -- | ---------------------- | ----- | ------------------ |
| 2  | Scozia (bandiera)      | D     | Paul Caddis        |
| 3  | Inghilterra (bandiera) | D     | Zeki Fryers        |
| 4  | Inghilterra (bandiera) | D     | Dion Conroy        |
| 5  | Inghilterra (bandiera) | C     | Jonathan Grounds   |
| 6  | Francia (bandiera)     | D     | Mathieu Baudry     |
| 7  | Inghilterra (bandiera) | C     | Diallang Jaiyesimi |
| 8  | Jersey (bandiera)      | A     | Brett Pitman       |
| 9  | Galles (bandiera)      | A     | Tyler Smith        |
| 11 | Inghilterra (bandiera) | C     | Jonny Smith        |
| 14 | Inghilterra (bandiera) | C     | Ellis Iandolo      |
| 15 | Inghilterra (bandiera) | C     | Matt Smith         |
| 16 | Inghilterra (bandiera) | D     | Akin Odimayo       |

| N. |                        | Ruolo | Calciatore      |
| -- | ---------------------- | ----- | --------------- |
| 17 | Galles (bandiera)      | D     | Dion Donohue    |
| 18 | Inghilterra (bandiera) | C     | Jack Payne      |
| 19 | Australia (bandiera)   | C     | Jordan Lyden    |
| 20 | Giamaica (bandiera)    | C     | Joel Grant      |
| 21 | Inghilterra (bandiera) | C     | Taylor Curran   |
| 22 | Inghilterra (bandiera) | C     | Jordan Stevens  |
| 24 | Inghilterra (bandiera) | D     | Rob Hunt        |
| 25 | Inghilterra (bandiera) | P     | Joe Fryer       |
| 29 | Inghilterra (bandiera) | P     | Archie Matthews |
| 33 | Inghilterra (bandiera) | C     | Tom Broadbent   |
| 42 | Inghilterra (bandiera) | A     | Anthony Grant   |
| 45 | Barbados (bandiera)    | A     | Hallam Hope     |

### Rosa 2020-2021
| N. |                        | Ruolo | Calciatore         |
| -- | ---------------------- | ----- | ------------------ |
| 1  | Inghilterra (bandiera) | P     | Matěj Kovář        |
| 2  | Scozia (bandiera)      | D     | Paul Caddis        |
| 3  | Inghilterra (bandiera) | D     | Zeki Fryers        |
| 4  | Inghilterra (bandiera) | D     | Dion Conroy        |
| 5  | Inghilterra (bandiera) | C     | Jonathan Grounds   |
| 6  | Francia (bandiera)     | D     | Mathieu Baudry     |
| 7  | Inghilterra (bandiera) | C     | Diallang Jaiyesimi |
| 8  | Jersey (bandiera)      | A     | Brett Pitman       |
| 9  | Galles (bandiera)      | A     | Tyler Smith        |
| 11 | Inghilterra (bandiera) | C     | Jonny Smith        |
| 14 | Inghilterra (bandiera) | C     | Ellis Iandolo      |
| 15 | Inghilterra (bandiera) | C     | Matt Smith         |
| 16 | Inghilterra (bandiera) | D     | Akin Odimayo       |

| N. |                        | Ruolo | Calciatore      |
| -- | ---------------------- | ----- | --------------- |
| 17 | Galles (bandiera)      | D     | Dion Donohue    |
| 18 | Inghilterra (bandiera) | C     | Jack Payne      |
| 19 | Australia (bandiera)   | C     | Jordan Lyden    |
| 20 | Giamaica (bandiera)    | C     | Joel Grant      |
| 21 | Inghilterra (bandiera) | C     | Taylor Curran   |
| 22 | Inghilterra (bandiera) | C     | Jordan Stevens  |
| 24 | Inghilterra (bandiera) | D     | Rob Hunt        |
| 25 | Inghilterra (bandiera) | P     | Joe Fryer       |
| 29 | Inghilterra (bandiera) | P     | Archie Matthews |
| 33 | Inghilterra (bandiera) | C     | Tom Broadbent   |
| 42 | Inghilterra (bandiera) | A     | Anthony Grant   |
| 45 | Barbados (bandiera)    | A     | Hallam Hope     |

### Rosa 2019-2020
| N. |                             | Ruolo | Calciatore      |
| -- | --------------------------- | ----- | --------------- |
| 2  | Inghilterra (bandiera)      | D     | Tyler Reid      |
| 3  | Inghilterra (bandiera)      | D     | Zeki Fryers     |
| 5  | Inghilterra (bandiera)      | C     | Tom Broadbent   |
| 6  | Francia (bandiera)          | D     | Mathieu Baudry  |
| 7  | Galles (bandiera)           | C     | Lloyd Isgrove   |
| 8  | Inghilterra (bandiera)      | C     | Matt Palmer     |
| 10 | Galles (bandiera)           | C     | Michael Doughty |
| 11 | Inghilterra (bandiera)      | C     | Kaiyne Woolery  |
| 13 | Australia (bandiera)        | C     | Cameron McGilp  |
| 14 | Inghilterra (bandiera)      | C     | Ellis Iandolo   |
| 16 | Irlanda del Nord (bandiera) | D     | Daniel Ballard  |

| N. |                        | Ruolo | Calciatore      |
| -- | ---------------------- | ----- | --------------- |
| 17 | Inghilterra (bandiera) | A     | Scott Twine     |
| 19 | Australia (bandiera)   | C     | Jordan Lyden    |
| 21 | Inghilterra (bandiera) | C     | Taylor Curran   |
| 24 | Inghilterra (bandiera) | A     | Rob Hunt        |
| 26 | Inghilterra (bandiera) | D     | Dion Conroy     |
| 29 | Inghilterra (bandiera) | P     | Archie Matthews |
| 33 | Inghilterra (bandiera) | C     | Luke Haines     |
| 41 | Scozia (bandiera)      | D     | Paul Caddis     |
| 42 | Inghilterra (bandiera) | A     | Anthony Grant   |
| 45 | Barbados (bandiera)    | A     | Hallam Hope     |

### Rosa 2018-2019
| N. |                        | Ruolo | Calciatore         |
| -- | ---------------------- | ----- | ------------------ |
| 1  | Cile (bandiera)        | P     | Lawrence Vigouroux |
| 2  | Inghilterra (bandiera) | D     | Kyle Knoyle        |
| 3  | Galles (bandiera)      | C     | Michael Doughty    |
| 4  | Inghilterra (bandiera) | C     | Jak McCourt        |
| 5  | Inghilterra (bandiera) | C     | Sid Nelson         |
| 6  | Inghilterra (bandiera) | D     | Oliver Lancashire  |
| 7  | Inghilterra (bandiera) | C     | Jermaine McGlashan |
| 8  | Inghilterra (bandiera) | C     | James Dunne        |
| 9  | Inghilterra (bandiera) | A     | Marc Richards      |
| 10 | Inghilterra (bandiera) | C     | Keshi Anderson     |
| 11 | Inghilterra (bandiera) | C     | Steven Alzate      |
| 14 | Inghilterra (bandiera) | C     | Ellis Iandolo      |
| 15 | Scozia (bandiera)      | D     | Chris Robertson    |

| N. |                        | Ruolo | Calciatore         |
| -- | ---------------------- | ----- | ------------------ |
| 16 | Inghilterra (bandiera) | C     | Martin Smith       |
| 17 | Inghilterra (bandiera) | A     | Elijah Adebayo     |
| 20 | Inghilterra (bandiera) | C     | Toumani Diagouraga |
| 21 | Scozia (bandiera)      | C     | Jordan Young       |
| 22 | Inghilterra (bandiera) | A     | Kaiyne Woolery     |
| 23 | Inghilterra (bandiera) | P     | Luke McCormick     |
| 24 | Inghilterra (bandiera) | A     | Scott Twine        |
| 25 | Inghilterra (bandiera) | D     | Joe Romanski       |
| 26 | Inghilterra (bandiera) | D     | Dion Conroy        |
| 28 | Inghilterra (bandiera) | A     | Sol Pryce          |
| 31 | Inghilterra (bandiera) | C     | Matthew Taylor     |
| 32 | Inghilterra (bandiera) | D     | Luke Woolfenden    |

### Rosa 2017-2018
| N. |                           | Ruolo | Calciatore        |
| -- | ------------------------- | ----- | ----------------- |
| 2  | Inghilterra (bandiera)    | D     | Ben Purkiss       |
| 3  | Inghilterra (bandiera)    | D     | Chris Hussey      |
| 4  | Inghilterra (bandiera)    | C     | Matt Preston      |
| 5  | Scozia (bandiera)         | C     | Chris Robertson   |
| 6  | Inghilterra (bandiera)    | D     | Oliver Lancashire |
| 7  | Inghilterra (bandiera)    | A     | Paul Mullin       |
| 8  | Inghilterra (bandiera)    | C     | James Dunne       |
| 9  | Inghilterra (bandiera)    | A     | Luke Norris       |
| 14 | Inghilterra (bandiera)    | C     | Ellis Iandolo     |
| 16 | Rep. del Congo (bandiera) | C     | Amine Linganzi    |
| 17 | Inghilterra (bandiera)    | A     | Marc Richards     |
| 18 | Irlanda (bandiera)        | C     | Donal McDermott   |
| 19 | Slovenia (bandiera)       | C     | Timi Elšnik       |

| N. |                        | Ruolo | Calciatore         |
| -- | ---------------------- | ----- | ------------------ |
| 20 | Inghilterra (bandiera) | D     | Kellan Gordon      |
| 21 | Inghilterra (bandiera) | P     | Reice Charles-Cook |
| 22 | Inghilterra (bandiera) | A     | Kaiyne Woolery     |
| 23 | Inghilterra (bandiera) | D     | Joe Romanski       |
| 24 | Inghilterra (bandiera) | D     | Kyle Knoyle        |
| 25 | Inghilterra (bandiera) | D     | Dion Conroy        |
| 26 | Scozia (bandiera)      | C     | Jordan Young       |
| 28 | Inghilterra (bandiera) | P     | Stuart Moore       |
| 29 | Inghilterra (bandiera) | C     | Ollie Banks        |
| 30 | Inghilterra (bandiera) | A     | Keshi Anderson     |
| 31 | Inghilterra (bandiera) | C     | Matthew Taylor     |
| 32 | Galles (bandiera)      | D     | Rollin Menayese    |

### Rosa 2016-2017
| N. |                             | Ruolo | Calciatore               |
| -- | --------------------------- | ----- | ------------------------ |
| 1  | Cile (bandiera)             | P     | Lawrence Vigouroux       |
| 2  | Inghilterra (bandiera)      | D     | Nathan Thompson (c])     |
| 3  | Inghilterra (bandiera)      | D     | Brandon Ormonde-Ottewill |
| 4  | Inghilterra (bandiera)      | C     | Conor Thomas             |
| 5  | Irlanda (bandiera)          | C     | Anton Rodgers            |
| 6  | Irlanda del Nord (bandiera) | D     | Jamie Sendles-White      |
| 7  | Galles (bandiera)           | C     | Michael Doughty          |
| 8  | Iraq (bandiera)             | C     | Yaser Kasim              |
| 9  | Inghilterra (bandiera)      | A     | Jonathan Obika           |
| 10 | Inghilterra (bandiera)      | A     | Nicky Ajose              |
| 11 | Inghilterra (bandiera)      | D     | James Brophy             |
| 12 | Inghilterra (bandiera)      | P     | Will Henry               |
| 14 | Inghilterra (bandiera)      | C     | Ellis Iandolo            |

| N. |                             | Ruolo | Calciatore           |
| -- | --------------------------- | ----- | -------------------- |
| 15 | Inghilterra (bandiera)      | C     | Tom Smith            |
| 16 | Irlanda del Nord (bandiera) | C     | Jordan Stewart       |
| 18 | Inghilterra (bandiera)      | C     | Jake Evans           |
| 20 | Inghilterra (bandiera)      | D     | Darnell Furlong      |
| 22 | Irlanda (bandiera)          | C     | Sean Murray          |
| 23 | Inghilterra (bandiera)      | A     | Nathan Delfouneso    |
| 24 | Inghilterra (bandiera)      | A     | Jermaine Hylton      |
| 27 | Inghilterra (bandiera)      | D     | Brad Barry           |
| 28 | Inghilterra (bandiera)      | D     | Lloyd Jones          |
| 29 | Brasile (bandiera)          | D     | Raphael Rossi Branco |
| 33 | Inghilterra (bandiera)      | A     | Luke Norris          |
|    | Inghilterra (bandiera)      | A     | Scott Twine          |

### Rosa 2015-2016
| N. |                           | Ruolo | Calciatore                 |
| -- | ------------------------- | ----- | -------------------------- |
| 1  | Cile (bandiera)           | P     | Lawrence Vigouroux         |
| 2  | Inghilterra (bandiera)    | D     | Nathan Thompson (capitano) |
| 3  | Inghilterra (bandiera)    | D     | Brandon Ormonde-Ottewill   |
| 4  | Francia (bandiera)        | C     | Fabien Robert              |
| 5  | Galles (bandiera)         | D     | Jordan Williams            |
| 6  | Inghilterra (bandiera)    | D     | Jordan Turnbull            |
| 7  | Costa d'Avorio (bandiera) | C     | Drissa Traoré              |
| 8  | Iraq (bandiera)           | C     | Yaser Kasim                |
| 10 | Inghilterra (bandiera)    | A     | Nicky Ajose                |
| 12 | Francia (bandiera)        | C     | Momar Bangoura             |
| 14 | Galles (bandiera)         | C     | Michael Doughty            |
| 15 | Inghilterra (bandiera)    | D     | James Brophy               |
| 18 | Galles (bandiera)         | C     | Louis Thompson             |

| N. |                        | Ruolo | Calciatore           |
| -- | ---------------------- | ----- | -------------------- |
| 19 | Francia (bandiera)     | C     | Jeremy Balmy         |
| 20 | Inghilterra (bandiera) | A     | Jonathan Obika       |
| 21 | Inghilterra (bandiera) | D     | Jamie Sendles-White  |
| 22 | Inghilterra (bandiera) | C     | Lee Marshall         |
| 23 | Inghilterra (bandiera) | A     | Josh Cooke           |
| 24 | Inghilterra (bandiera) | A     | Jermaine Hylton      |
| 25 | Inghilterra (bandiera) | P     | Tyrell Belford       |
| 26 | Irlanda (bandiera)     | C     | Anton Rodgers        |
| 27 | Inghilterra (bandiera) | D     | Brad Barry           |
| 28 | Inghilterra (bandiera) | C     | Ellis Iandolo        |
| 29 | Brasile (bandiera)     | D     | Raphael Rossi Branco |
| 31 | Inghilterra (bandiera) | C     | Tom Smith            |

### Rose stagioni passate
- 2014-2015

## Altre squadre

### Swindon Town F.C. Riserve
La squadra Riserve milita attualmente nel campionato di Football Combination Wales & West. Venne fondata come squadra separata negli anni 1890 e vinse due volte il Wiltshire Cup prima del 1900, sebbene in due occasioni perse in finale contro la prima squadra dello Swindon Town (2-0 nel 1891 e 13-0 nel 1892). La squadra entrò nella Western League nel 1902 e vi rimase lì fino al 1949. La squadra riserve ha anche vinto 27 Wiltshire Premier Shield nel periodo 1927-92.

### Swindon Town Youth F.C.
La squadra giovanile dello Swindon Town raggiunse la finale della FA Youth Cup nel 1964, dove furono sconfitti dalla squadra giovanile del Manchester United in cui giocava un giovane George Best. La squadra non riuscì più a qualificarsi alla fase finale della competizione fino al 2004 dove persero per 3-0 contro il Chesterfield ai quarti.
Allenata da David Byrne, la squadra giovanile raggiunse di nuovo i quarti di finale della FA Youth Cup nel 2007 dove vennero eliminati dal Newcastle Utd.

### Swindon Town Ladies F.C.
Fondata il 28 settembre 1993, la prima squadra dello Swindon Town Ladies Football Club (STLFC) milita attualmente in South West Combination Women's Football League e si è qualificata al primo turno della FA Women's Cup per la seconda volta nella sua storia nella stagione 2006-07. La squadra riserve dello Swindon Town Ladies milita attualmente in South West League e Division 1 North; entrambe le squadre giocano le loro partite interne allo stadio dell'Aldbourne Football Club. Oltre 150 calciatrici rappresentano il club nei campionati di calcio locali.